# Etherpad
Etherpad（曾用名EtherPad）是一个基于Web的在线文档协作工具。多个用户可以通过Etherpad同时编写一个文本文档，并看到所有的参与者的实时编辑。每个参与者的文本使用不同的颜色标记。在软件的侧边栏还有一个聊天框。
2008年11月软件首次推出，2009年12月被谷歌收购，随后被开源发布。如今多个服务利用了Etherpad，例如PiratePad、Telecomix Pad、Framapad、Mozilla Pad（MoPad）、PrimaryPad、QikPad和TitanPad。目前软件由Etherpad基金会负责开发。

## 功能及其实现
任何人都可以创建一个新的协作文档（即“Pad”）。每个文档有其自己的链接，知道这个链接的任何人都可以编辑文档，并参与有关的讨论。也可以对某个文档设置密码保护。
软件中通过不同的颜色和名字用来区分不同的参与者；每隔一段时间文档都会被软件自动保存，参与者也可以在任意时间保存某个特定的版本（即检查点）。软件利用操作转换算法合并更新；用户通过“时间滑块”功能可以浏览文档的历史记录。文档以纯文本、HTML、开放文档格式（Open Document）、Word或PDF格式提供下载。在首次发布后不久，软件还添加了JavaScript代码格式自动标记功能。
Etherpad是用JavaScript编程实现的。它是在AppJet平台的基础上，通过Comet流实现实时功能。
在其发布时，Etherpad是首个实现实时在线文档协作的Web应用程序。在此之前只有桌面应用程序能够实现这一功能，例如Mac上的MoonEdit、跨平台的Gobby、MoonEdit，而那时已有的Web在线文档协作工具只能实现准实时文档协作。
Etherpad和其分支Etherpad Lite的客户端文本编辑器是用由JavaScript编写的在线文本编辑器Ace (编辑器)而实现的。